# Munkbrarup
Munkbrarup település Németországban, Schleswig-Holstein tartományban. Lakosainak száma 1176 fő (2023. december 31.). Munkbrarup Husby és Maasbüll községekkel határos.

## Fekvése
Flensburgtól északkeletre fekvő település.

## Története
Munkbrarup és környéke már a neolitikum idején is lakott hely lehetett az itt található megalitikus sír Siegum tanúsága szerint. Munkbrarup plébániatemploma helyén 1209-től 1582-ig állt, a ciszterci kolostor. A településről is a kolostor alapításával összefüggésben tettek először említést. Nevének "Munk" utótagját is a szerzetesektől kapta.
A 12. század utolsó negyedében épült Szent Lőrinc-templom Jutland jellegzetes gránit temploma, eredetileg kerek volt, torony nélkül. A déli portál a Schleswig-katedrális Petri portáljáról van modellezve. 1565-ben a templom leégett. 1582-ben helyreállították, röviddel a Glücksburger kastély építése előtt. A kolostor templomból a hatalmas keresztet áthelyezték Munkbrarupra. A reneszánsz oltár a templom egyik legrégebbi protestáns oltára az államban. A templomot 19361937-ben román stílusban újították fel.
Az 1870-ből való szélmalom korábban Meierwikben volt, egykor gabona őrlésére használták. Ma kiállítások és rendezvények céljaira használják.

## Nevezetességek
- Kváderkövekből épült régi templomának kapuja
- Szélmalom

## Galéria

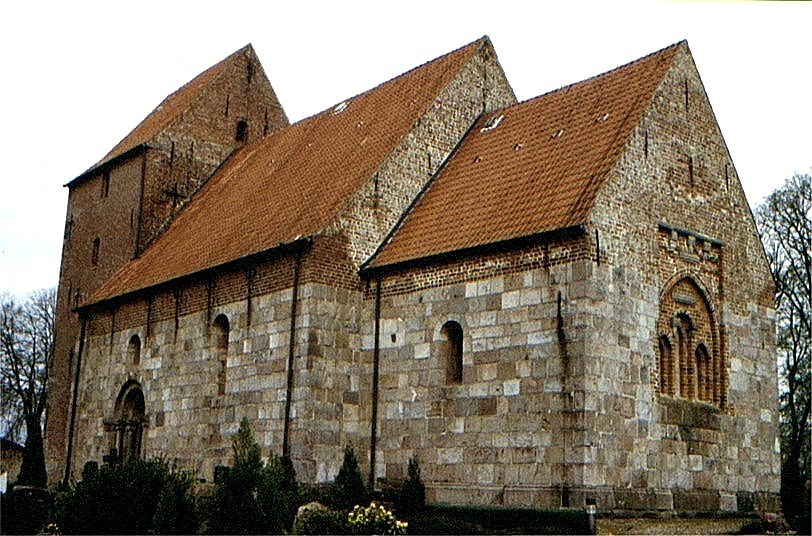
Munkbrarup kváderkövekből épült temploma
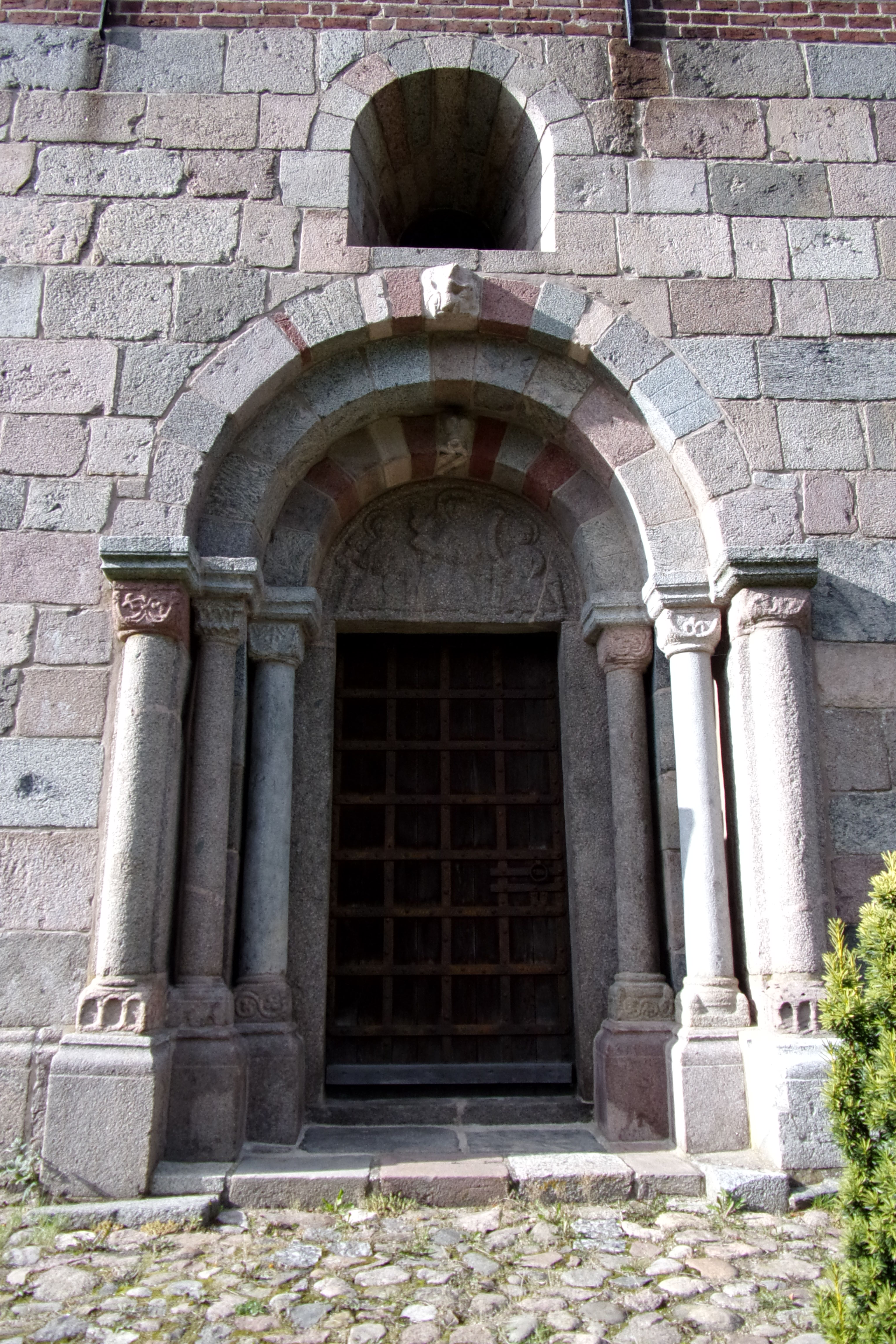
A templom kapuja
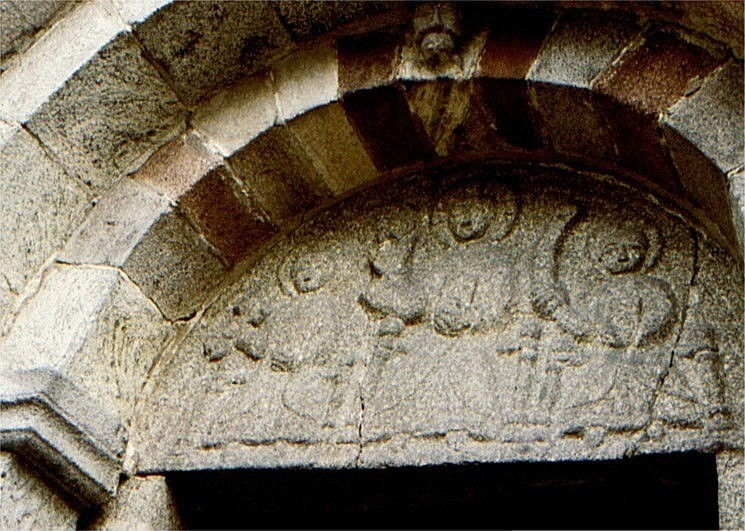
Kapurészlet
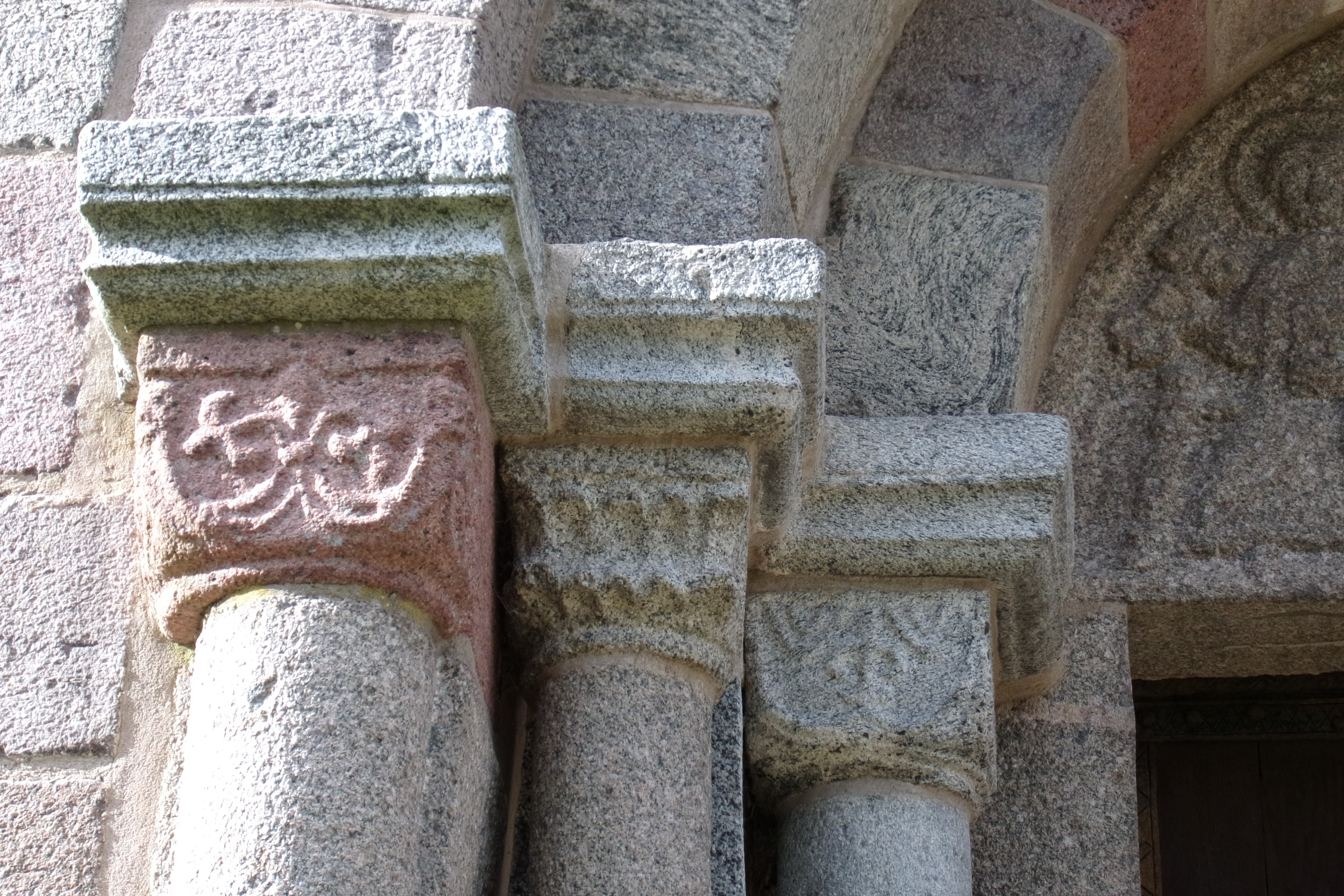
A kapu oszlopai
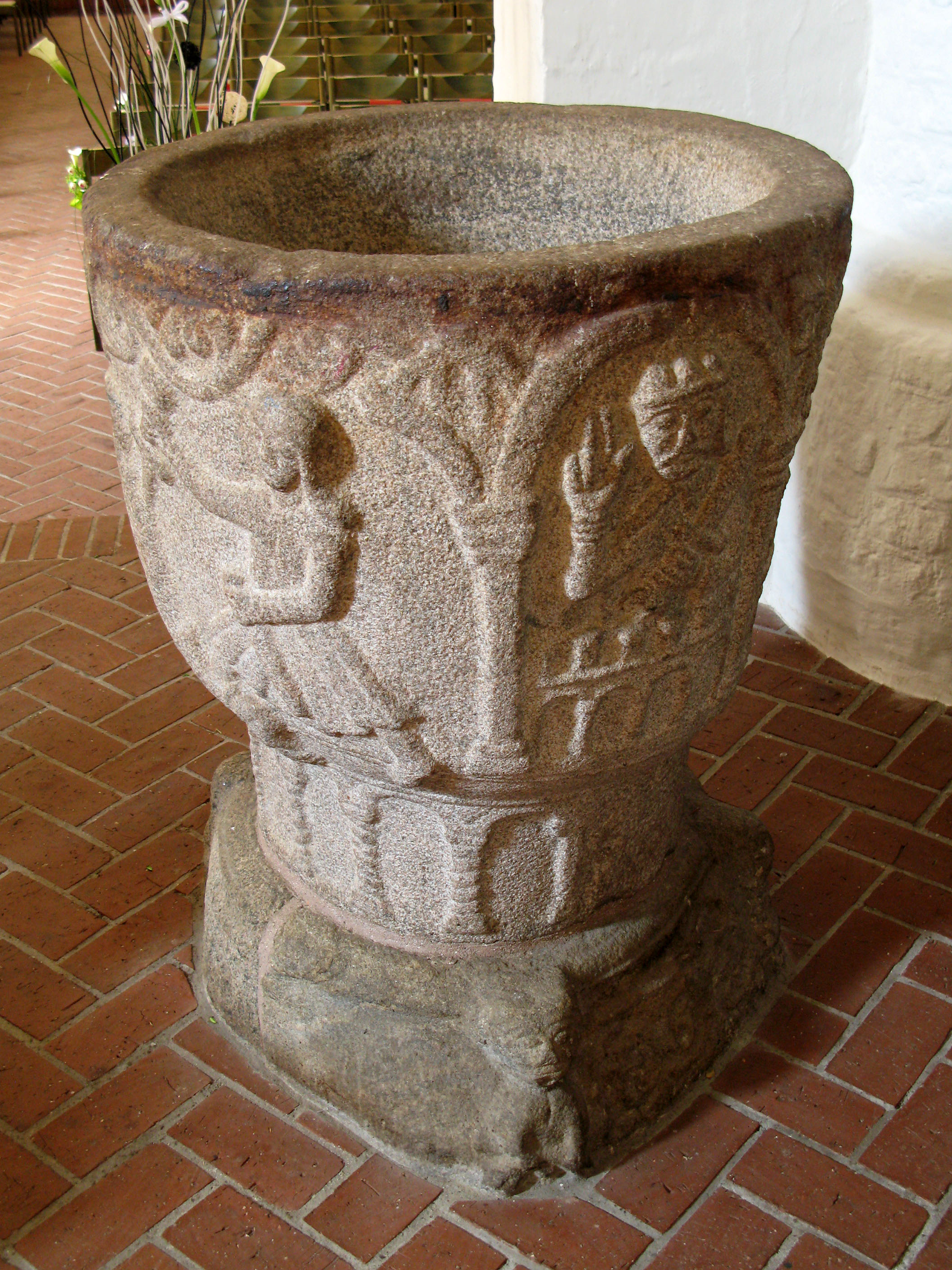
Keresztelőmedence
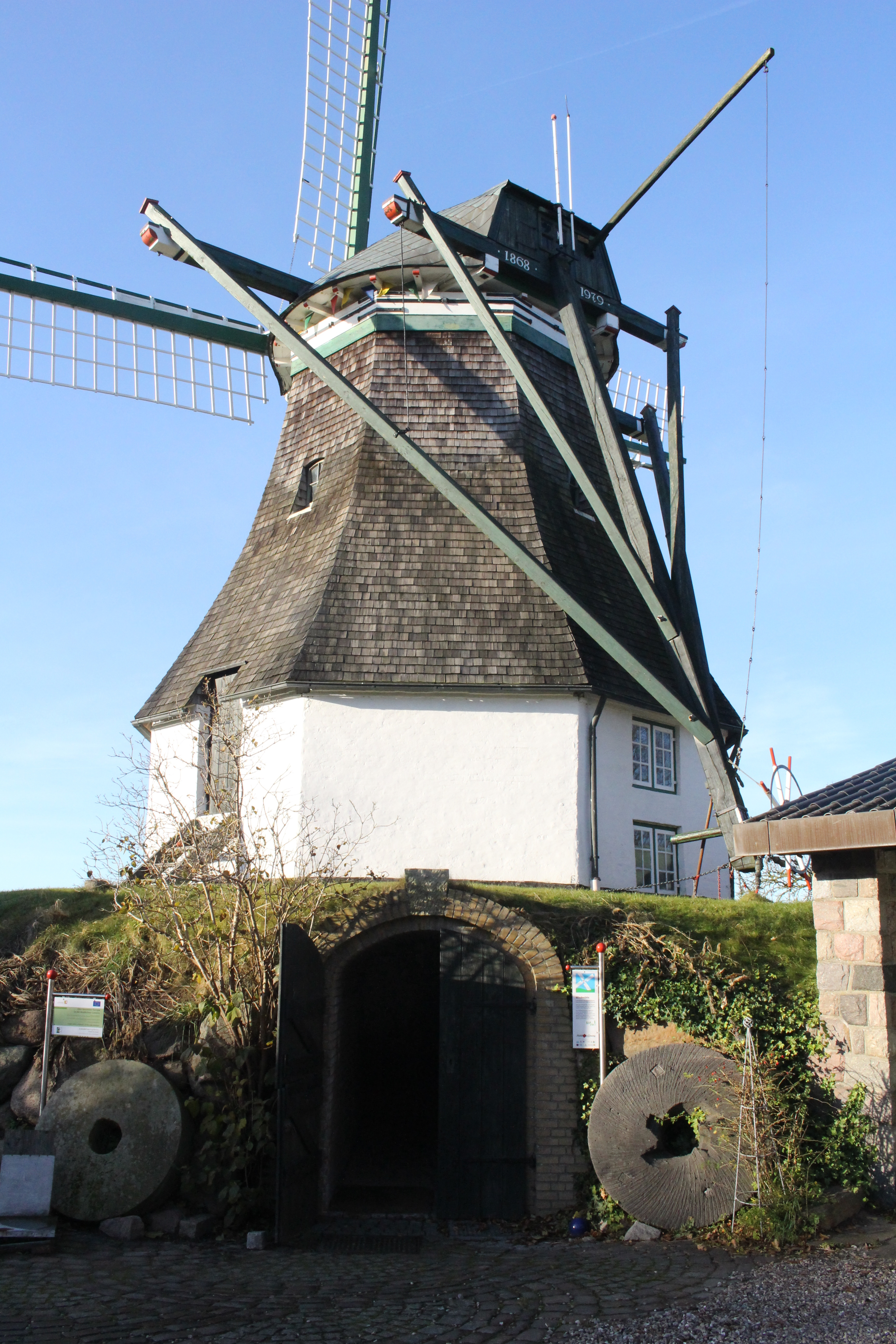
A szélmalom épülete
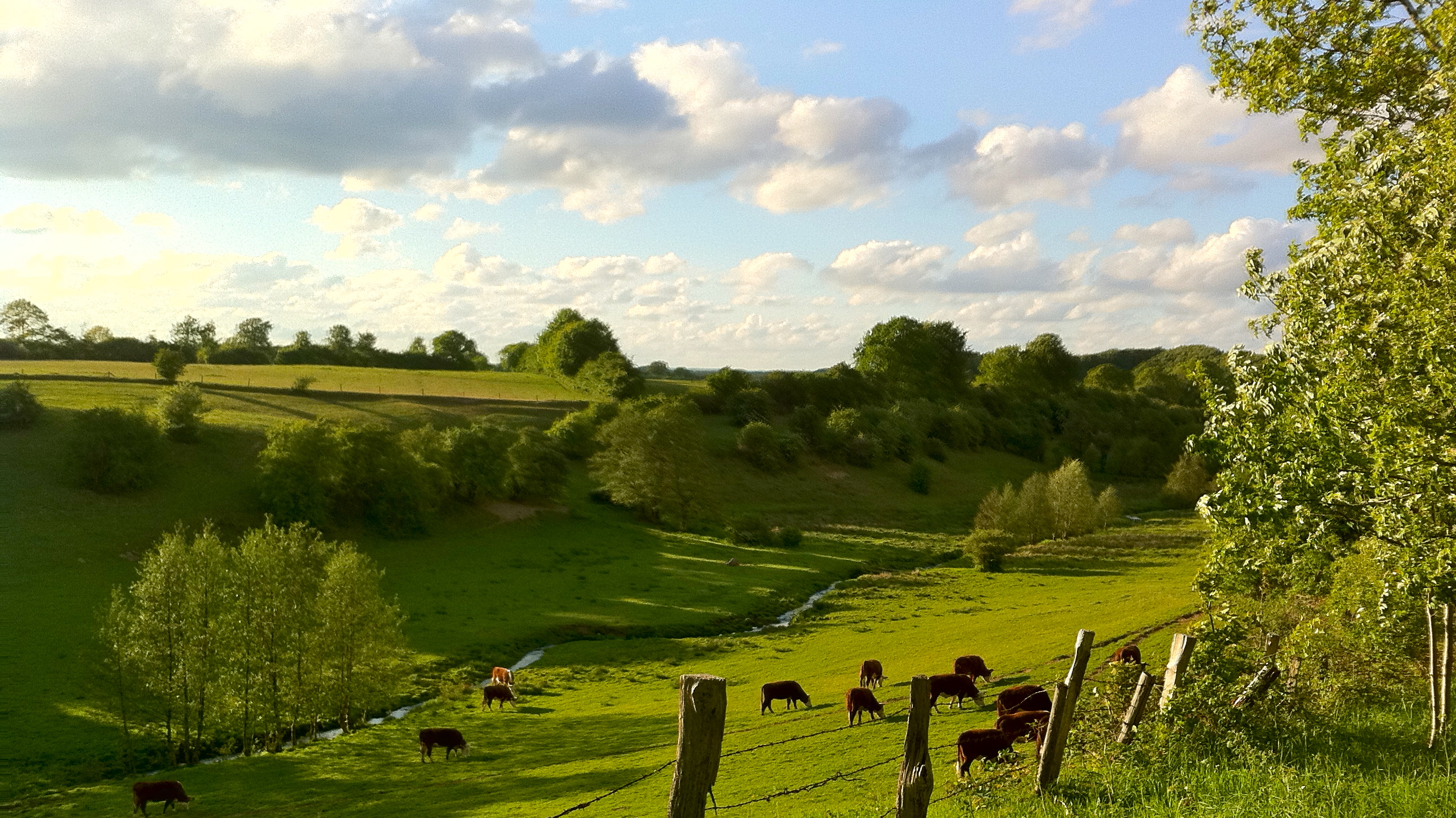
Munkbrarupi táj

## Népesség
A település népességének változása:
| Lakosok száma | 865  | 1127 | 1149 | 1149 | 1160 | 1176 |
|               | 1975 | 2017 | 2019 | 2021 | 2022 | 2023 |